# توکی‌هیکو اوکادا

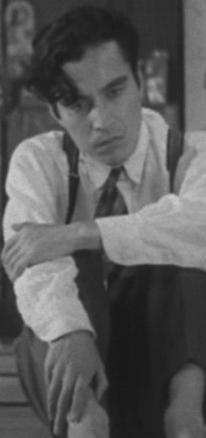
تاکیهیکو اوکادا

تاکیهیکو اوکادا (به ژاپنی: 岡田 時彦) یک ستاره فیلم صامت در ژاپن در طول دهه ۱۹۲۰ و اوایل دهه ۱۹۳۰ بود.
از فیلم‌های او می‌توان به همسر آن شب اشاره کرد.